# AFC Challenge Cup 2012
AFC Challenge Cup 2012 var en turnering i fotboll för landslag. Det var fjärde upplagan av AFC Challenge Cup, en turnering för de lägst rankade av de lag som ingår i AFC, Asiens fotbollsförbund. Vinnaren av denna turnering kvalificerade sig även till Asiatiska mästerskapet 2015. Till skillnad från tidigare år var inte förra turneringens tre bästa lag direkt kvalificerade utan alla lag (med undantag för värdlandet) tvingades spela kvalspel för att komma till huvudturneringen. De regerande mästarna Nordkorea kanske alltså inte får chansen att försvara sin titel.

## Kvalspelet
Kvalspelet kommer att ha sexton lag uppdelade på fyra grupper och de två bästa i grupperna kommer att få spela i slutspelet. Beroende på hur många lag som anmäler sitt intresse att deltaga så kan det även komma att hållas för-kval (troligen i form av playoff) för att få fram de sexton lag som får kvala.